# Katharina Basler
Katharina Basler (* 1777 in Mauchen, heute Ortsteil von Stühlingen; † 11. September 1849 ebenda) war eine deutsche Bäckerin, Gastwirtin und Schriftstellerin. Als Volksdichterin war sie in der ersten Hälfte des 19. Jahrhunderts eine Ausnahmeerscheinung.

## Leben

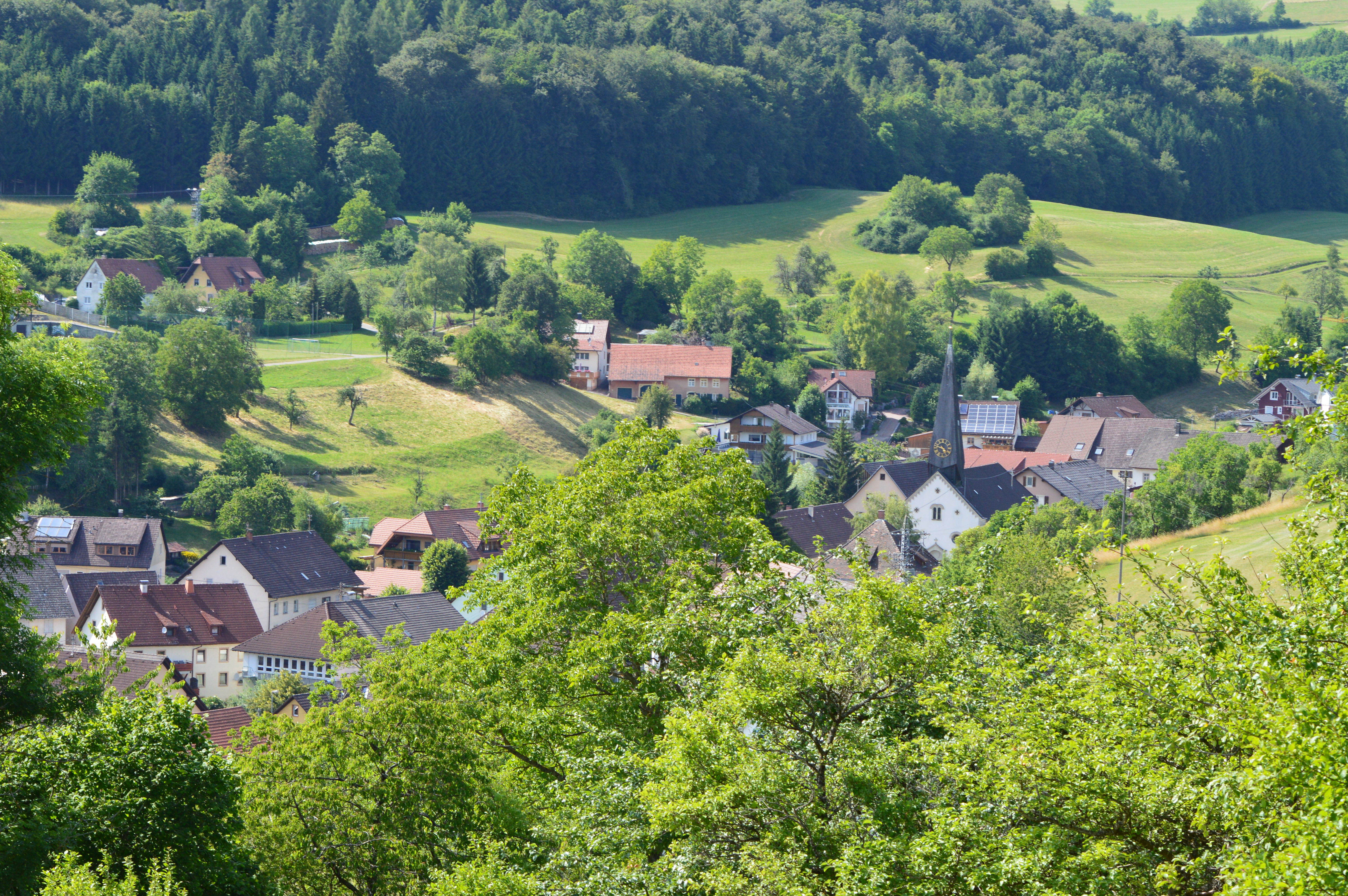
Der Stühlinger Teilort Mauchen

Katharina Preiser wurde 1777 als Tochter des Bauern Johann Michael Preiser und seiner Ehefrau als eines von elf Kindern im damals noch Fürstenbergischen Dorf Mauchen, das zu dieser Zeit etwa 550 Einwohner hatte, geboren und am 18. Mai des Jahres getauft. Sie erhielt nur bis zum Alter von zwölf Jahren saisonalen Unterricht in der vom Dorfschuhmacher Hertenstein geführten Winterschule und lernte gegen den Willen der Mutter das Schreiben. Im Oktober 1796 wurde Mauchen im Ersten Koalitionskrieg auf dem Rückzug der Rhein- und Moselarmee schwer in Mitleidenschaft gezogen. Die Eltern verheirateten sie 1800 mit dem 23 Jahre älteren, verwitweten Gastwirt und Bäcker Johannes Basler. Die Durchzüge von Freund und Feind wiederholten sich bis zum Übergang Mauchens an Baden 1806. Nach dem Tod des Ehemannes 1808 musste Katharina Basler mit einer Magd unter großen Schwierigkeiten die Backstube und angeschlossene Stubenwirtschaft übernehmen. Sie hatte zu dieser Zeit zudem sieben Kinder zu versorgen. Bereits 1811 konnte sie das Nachbarhaus erwerben und die Wirtschaft um einen Tanzboden erweitern. 1813 ehelichte sie den verwitweten Dorfvogt Franz Anton Rebmann, der ebenfalls sieben Kinder in die Ehe einbrachte. Rebmann hatte zuvor Katharina Basler wegen Streitigkeiten mit konkurrierenden Gastwirten insgesamt 38 mal auf sein Amt vorgeladen. Drei weitere Kinder kamen hinzu. Der zweite Ehemann verstarb 1829.
Seit der Kindheit verfasste Katharina Basler längere Gedichte und Liedtexte. Sie nahm sich Ereignisse aus ihrem Umfeld und der Zeitgeschichte zum Thema. Ihre frühesten Texte stammen aus der Franzosenzeit und der Hungersnot von 1816/17. Neben familiären Ereignissen verarbeitete sie auch damals im Schwarzwald verübte Raubmorde zu Moritaten. Ihre späten Gedichte befassen sich mit der Auswanderung nach Amerika und mit der Badischen Revolution von 1848/49. Am 11. September 1849 verstarb Katharina Basler als regionale Berühmtheit in Mauchen, das sie wohl nie verlassen hat. Katharina Baslers Lieder und Gedichte blieben bis zum Ende des Jahrhunderts in der Region populär.

## Gedichte
Katharinas Baslers Texte wurden handschriftlich verbreitet. Drucke zur Lebenszeit der Autorin sind nicht bekannt. Aus den Händen des Sohnes erhielt ihr Biograph Joseph Bader 44 längere Gedichte, die er auszugsweisen in seinen beiden Lebensbeschreibungen veröffentlichte. Bader, der aus der Region stammte und der eines der Opfer aus den Moritaten, den Studenten Mühlbach, persönlich gekannt hatte, hielt Katharinas Dichtungen für Gebildete schwer genießbar, glaubte aber das Beste zwischen den Zeilen zu erkennen. Zwei weitere Gedichte wurden von Heinrich Hansjakob 1902 in den Tagebuchblättern abgedruckt.

## Abgedruckte Gedichte
- Bader 1862: Sag’, wo bist du hingerathen; Zwiegespräch zwischen einem Auswanderer und einem Nachbarn; Wem auf Erden soll ich’s klagen
- Bader 1877: Auch um tausend Gotteswillen
- Hansjakob 1901: Mach’ dich auf, bedrängte Seele; Ich muß darein mich geben; Ronge, Religionsrebeller